# NGC 528
NGC 528 je galaksija u zviježđu Andromeda.

## Vanjske poveznice
- SEDS: NGC 0528